# Janolus
Janolus es un género de moluscos nudibranquios de la familia Proctonotidae.

## Especies
El Registro Mundial de Especies Marinas acepta las siguientes especies válidas en el género:
- Janolus anulatus Camacho-Garcia & Gosliner, 2006
- Janolus australis Bergh, 1884
- Janolus barbarensis (J. G. Cooper, 1863)
- Janolus capensis Bergh, 1907
- Janolus chilensis M. A. Fischer, Cervera & Ortea, 1997
- Janolus comis Er. Marcus, 1955
- Janolus cristatus (Delle Chiaje, 1841)
- Janolus eximius M. C. Miller & Willan, 1986
- Janolus faustoi Ortea & Llera, 1988
- Janolus fuscus O'Donoghue, 1924
- Janolus gelidus Millen, spec. nov.
- Janolus hyalinus (Alder & Hancock, 1854)
- Janolus ignis M. C. Miller & Willan, 1986
- Janolus longidentatus Gosliner, 1981
- Janolus mirabilis Baba & Abe, 1970
- Janolus mokohinau M. C. Miller & Willan, 1986
- Janolus mucloc (Er. Marcus, 1958)
- Janolus novozealandicus (Eliot, 1907)
- Janolus praeclarus (Bouchet, 1975)
- Janolus rebeccae Schrödl, 1996
- Janolus savinkini Martynov & Korshunova, 2012
- Janolus toyamensis Baba & Abe, 1970

## Galería

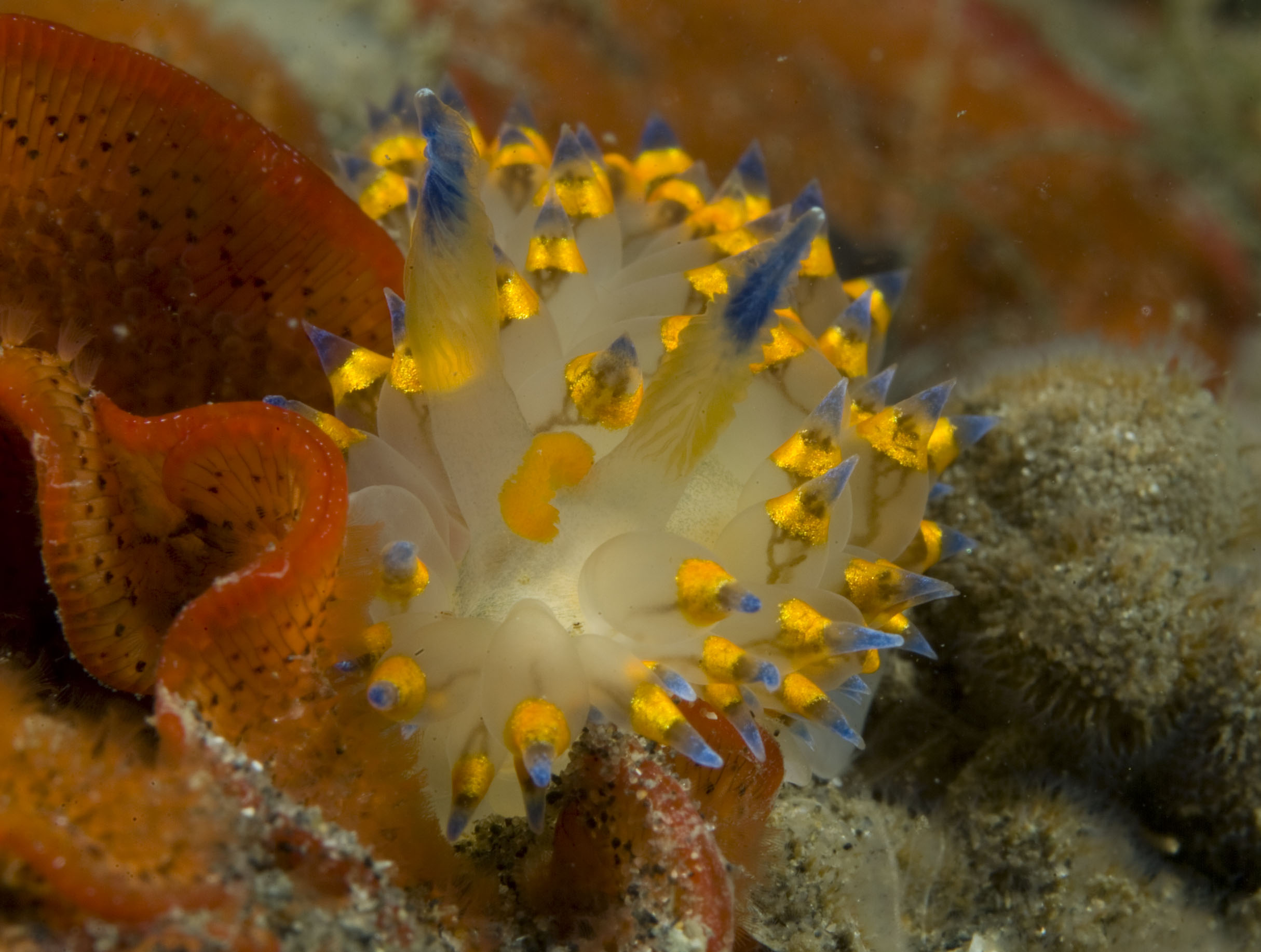
Janolus barbarensis
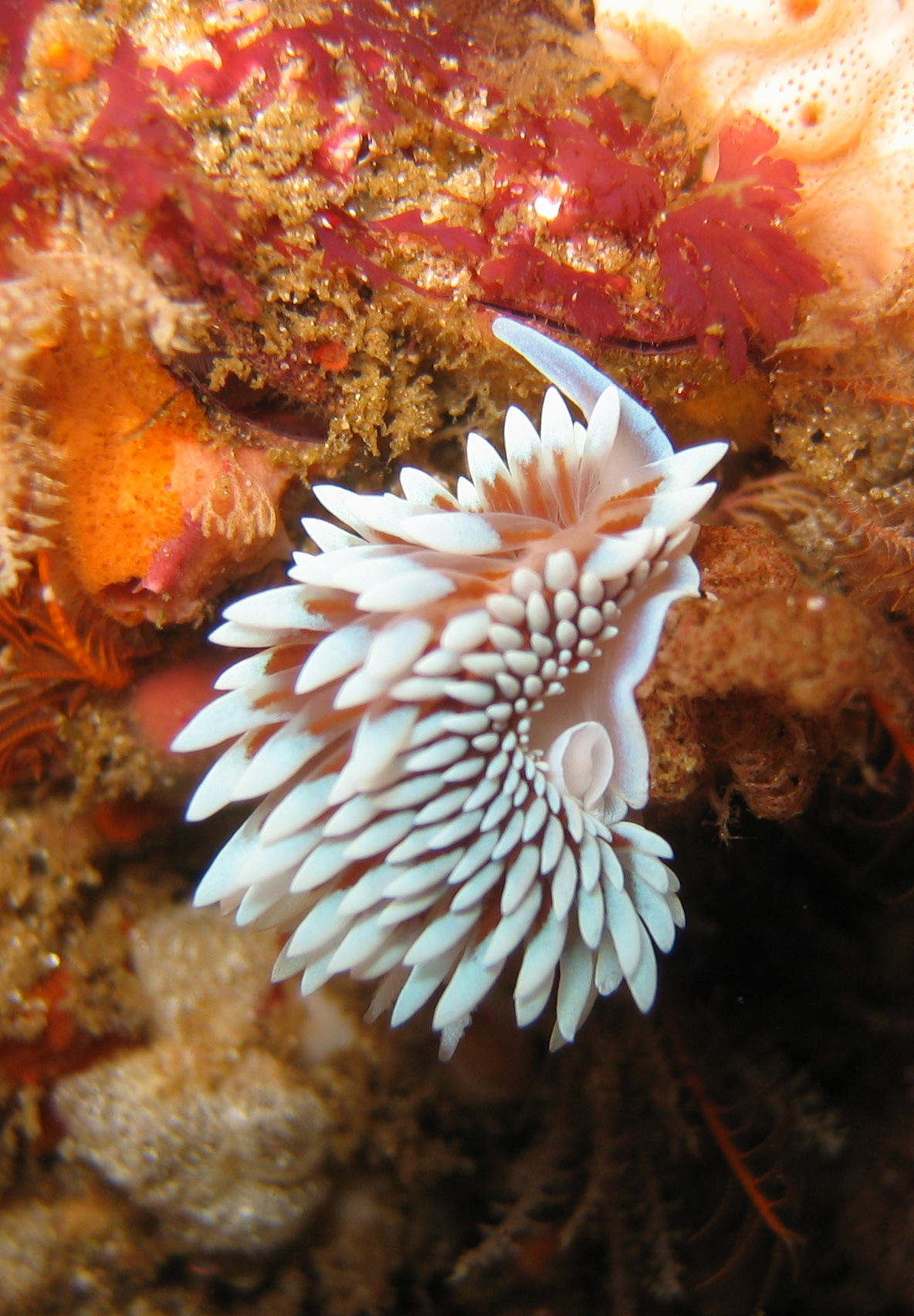
Janolus capensis
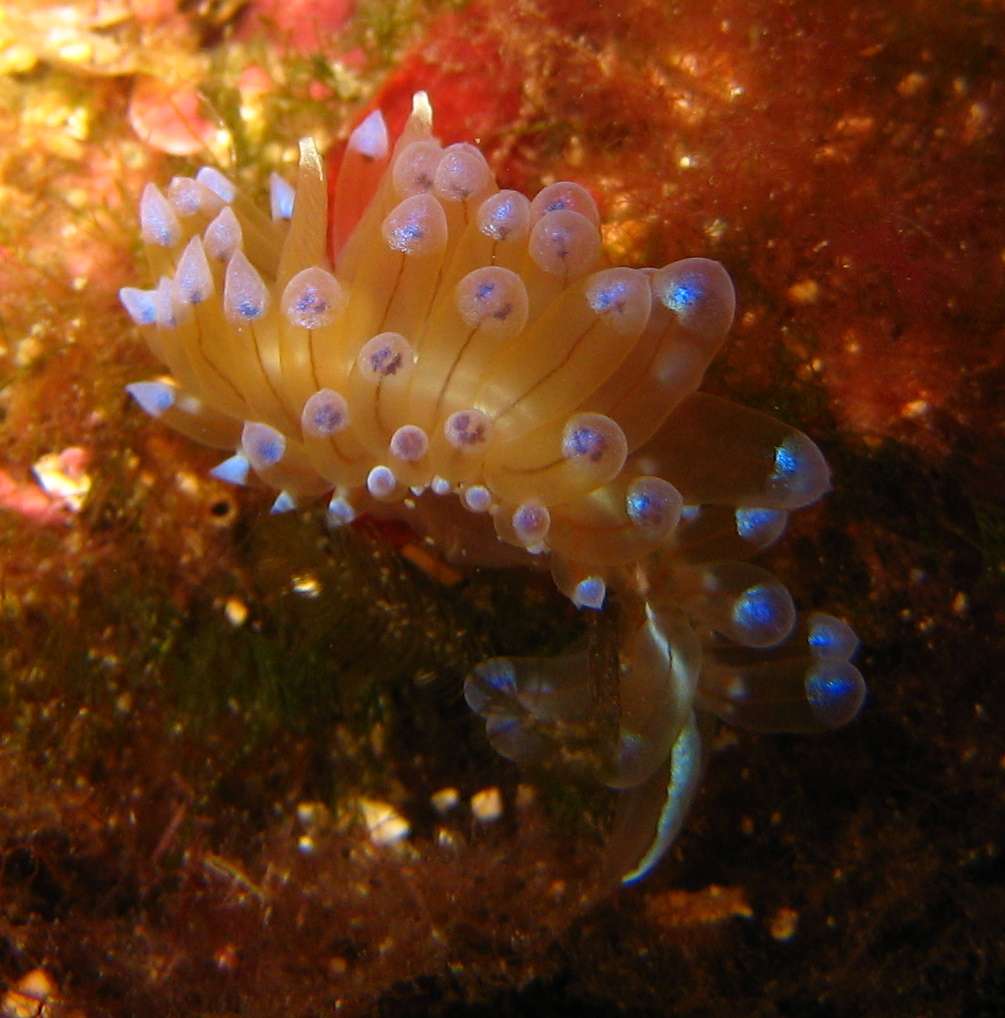
Janolus cristatus
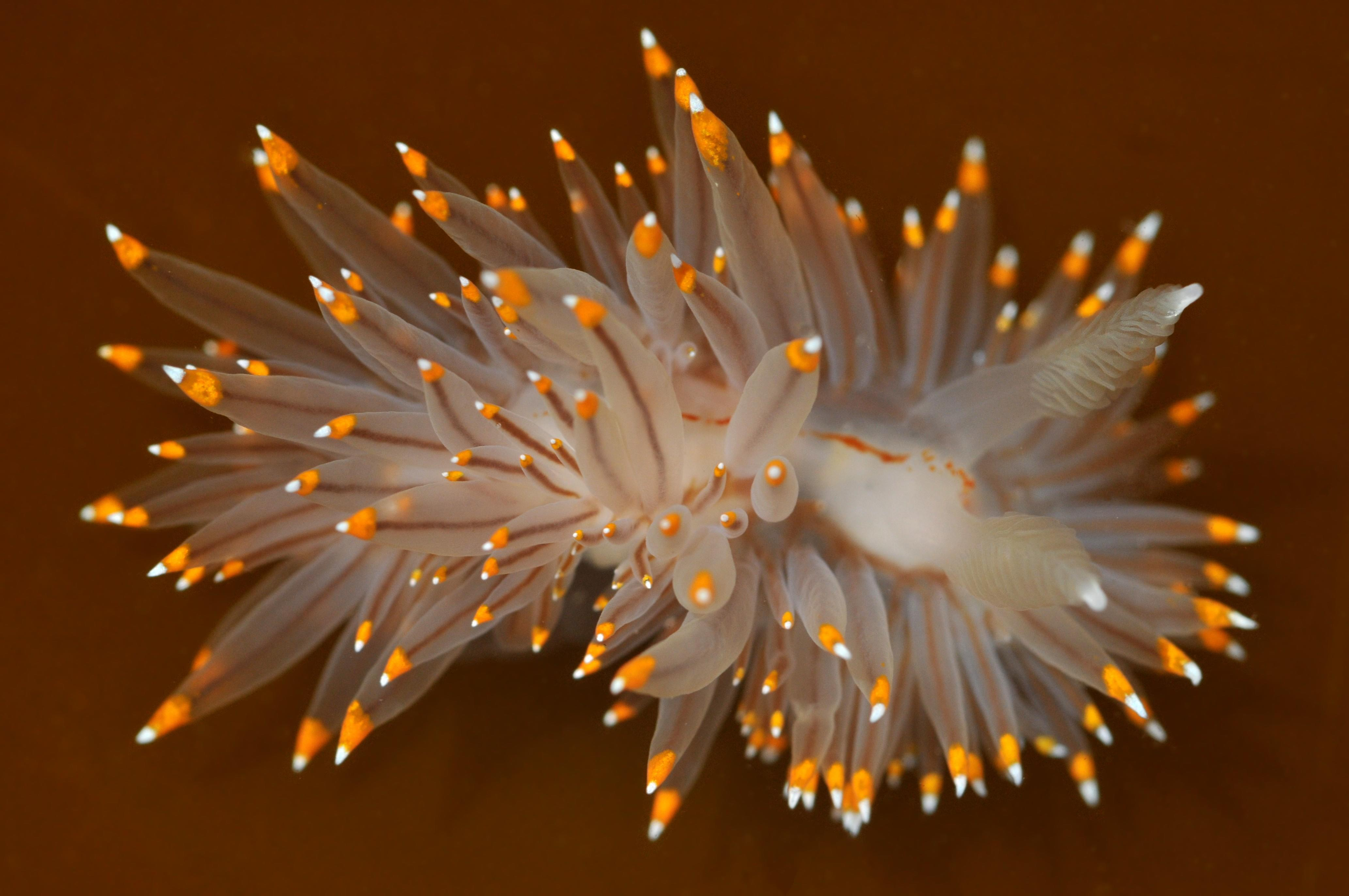
Janolus fuscus
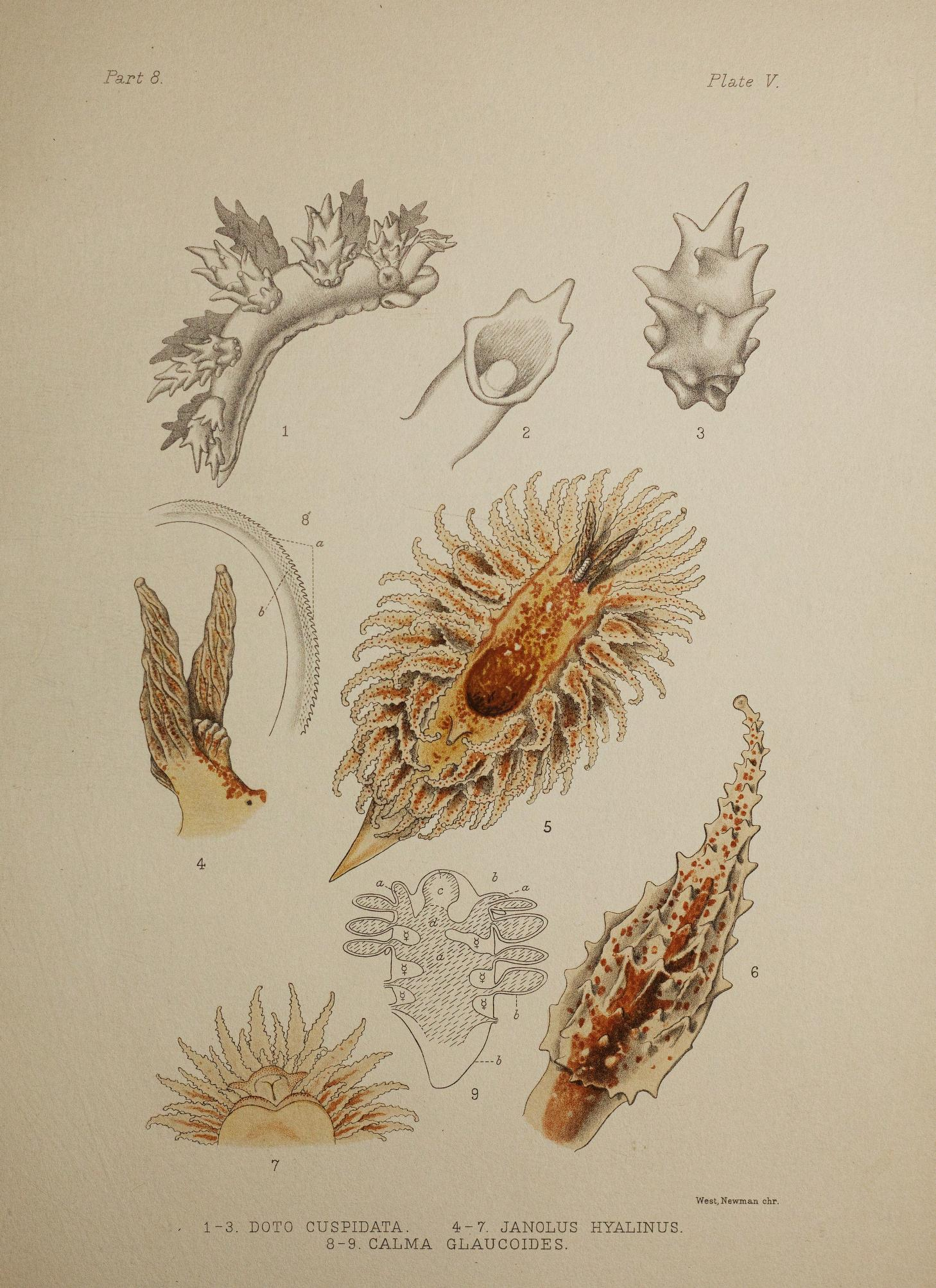
Janolus hyalinus
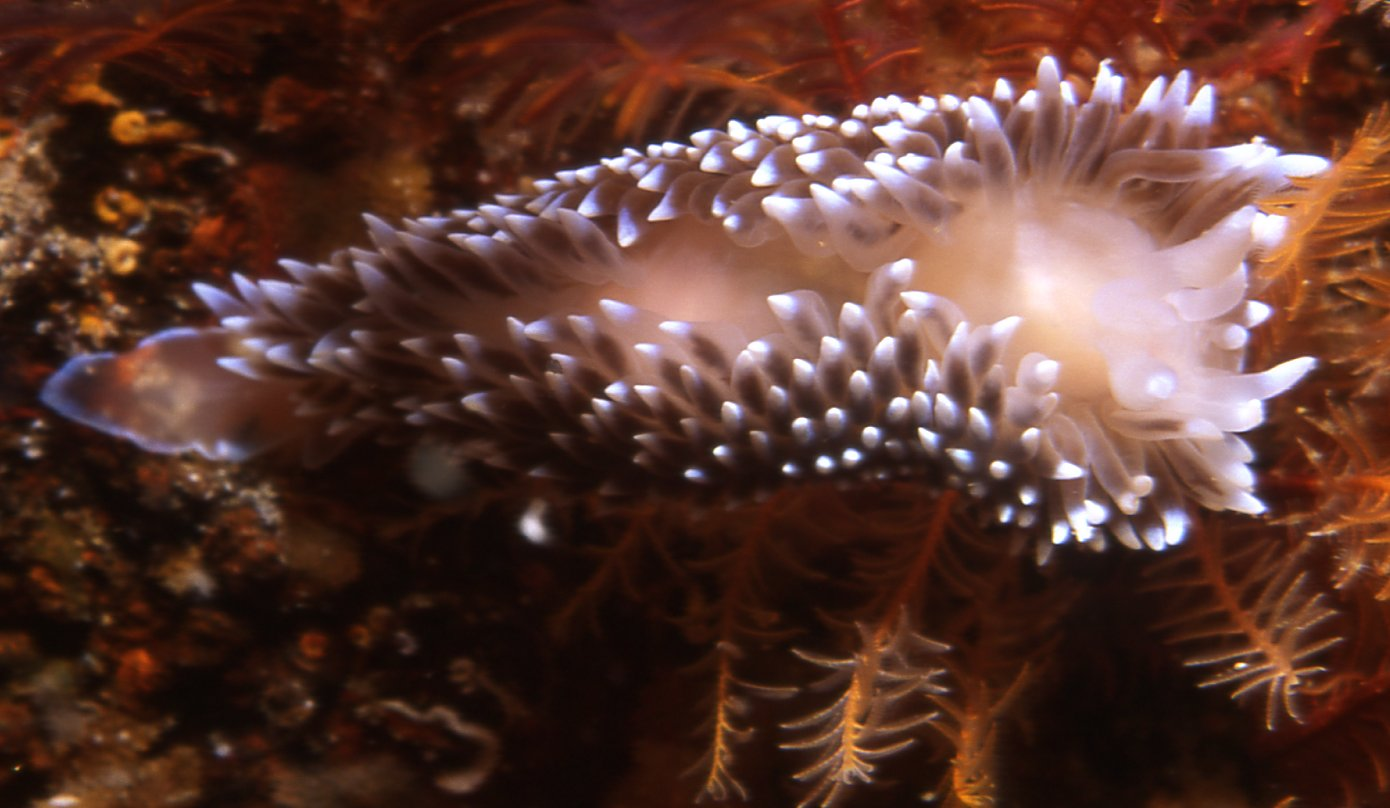
Janolus longidentatus
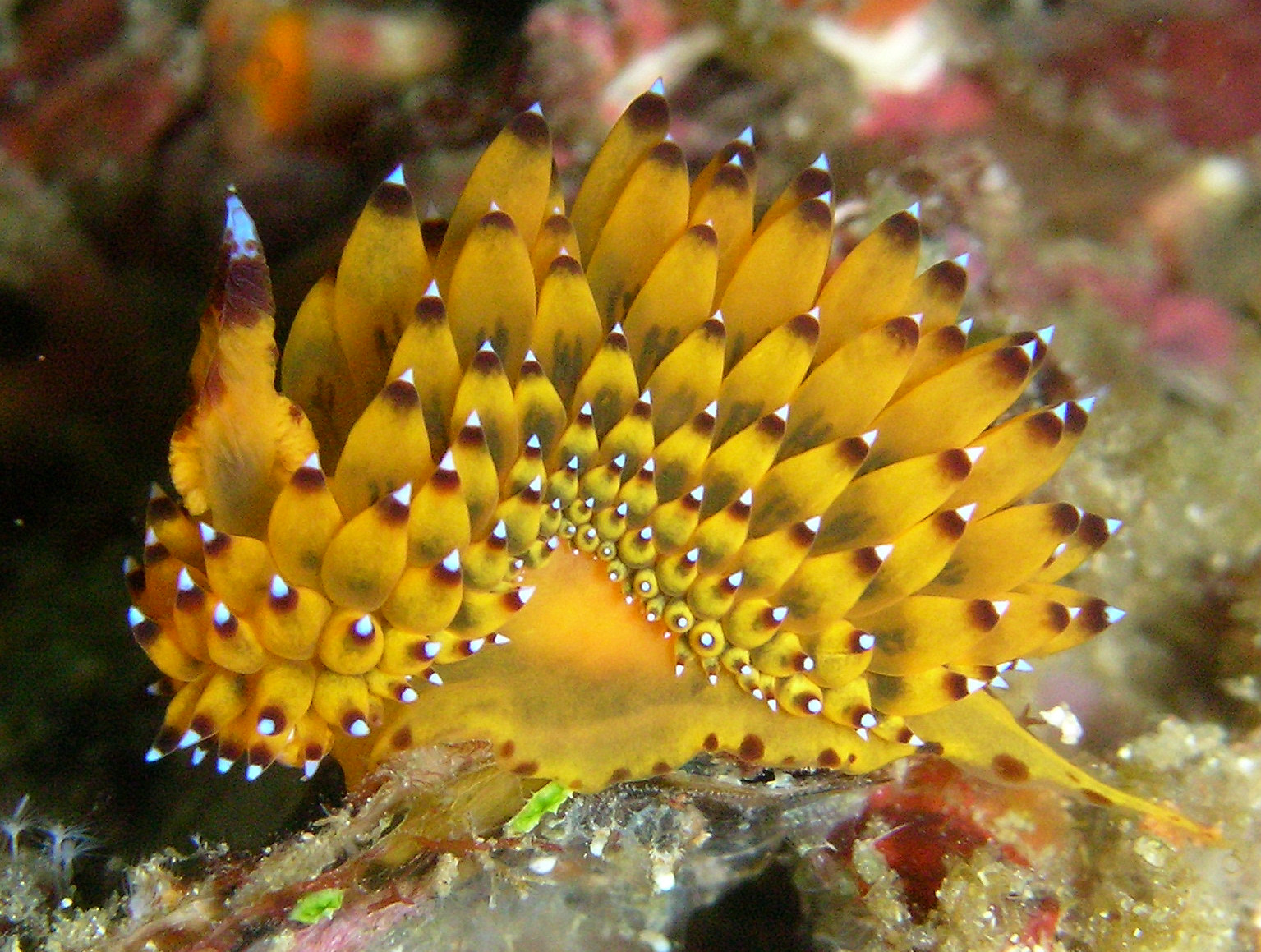
Janolus savinkini
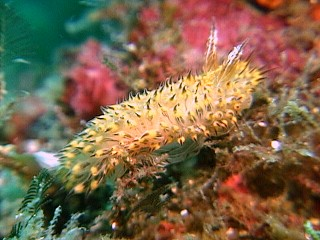
Janolus toyamensis
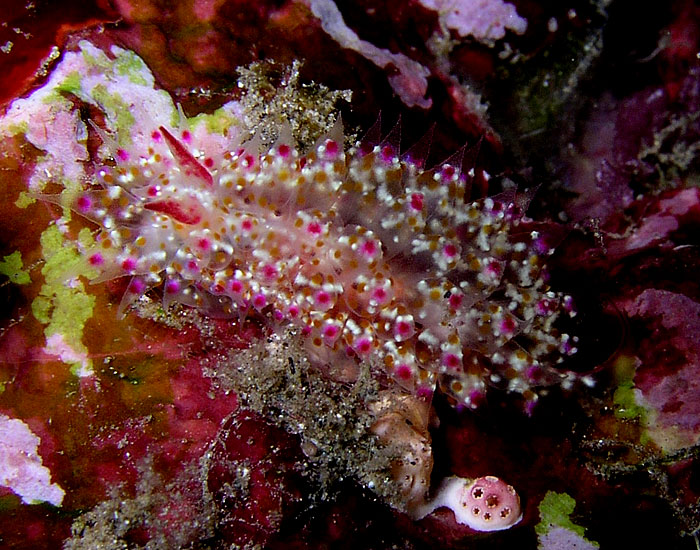
Janolus sp en Timor Este

Especie cuyo nombre ha dejado de ser aceptado por sinonimia:
- Janolus costacubensis Ortea & Espinosa, 2000 aceptada como Janolus comis Er. Marcus, 1955
- Janolus flagellatus Eliot, 1906 aceptada como Janolus hyalinus (Alder & Hancock, 1854)
- Janolus nakaza (Gosliner, 1981) aceptada como Bonisa nakaza Gosliner, 1981

## Morfología
El género se caracteriza por tener el cuerpo ovalado y alargado, más ancho en la parte anterior, y deprimido y puntiagudo en la posterior; poseen dos pequeños tentáculos orales cilíndricos; los rinóforos son laminados, unidos cerca de su base en una pequeña elevación carnosa, y no retráctiles; las cerata no tienen cnidosaco, son alargadas, dispuestas en hileras laterales del dorso y extendiéndose rodeando la cabeza, en su interior tienen extensiones de la glándula digestiva; las mandíbulas son córneas; el ano se sitúa en la línea media de la parte dorsal posterior; las aberturas genitales se sitúan en el lado derecho del cuerpo.

Algunas especies tienen la capacidad de autotomía en sus cerata.

## Reproducción
Son ovíparos y hermafroditas simultáneos, que cuentan con órganos genitales femeninos y masculinos. No obstante, no pueden autofertilizarse, por lo que necesitan copular con otro individuo para ello. 
Tras un periodo embrionario, los huevos eclosionan larvas planctónicas velígeras que, tras un periodo de unos días, se asientan y metamorfosean a la forma adulta.

## Alimentación
Son predadores carnívoros, alimentándose principalmente de briozoos, como Orthoscuticella aff. margaritacea, Scrupocellaria spp, Bugula spp, o especies deTricellaria.

## Hábitat y distribución
Estas pequeñas babosas marinas se distribuyen por los océanos Atlántico, Índico y Pacífico. Desde las costas de Alaska hasta California, norte de Europa, Mediterráneo, Sudáfrica, Japón, Australia y Nueva Zelanda.
Habitan aguas templadas y tropicales, en un rango de profundidad entre 0 y 41 m, y en un rango más frecuente de temperatura entre 9.96 y 11.72 °C.